# Pierre Milman
Pierre D. Milman FRSC (russe : Пьер Д. Мильман), né en 1945 à Odessa, est mathématicien et professeur à l'Université de Toronto.

## Biographie
Il est le fils du mathématicien David Milman, co-auteur du théorème de Krein-Milman et le frère du mathématicien Vitali Milman.
Il obtient un BA de l'Université de Moscou en 1967 et son doctorat de l'Université de Tel Aviv en 1975 après un intermède de plusieurs années comme chercheur à l'Institut de Physique Chimique puis de Physique du solide à Moscou.
Pierre Milman remporte une subvention de recherche transformatrice Connaught de deux ans lors du concours de 1996 de la Faculté des arts et des sciences de l'Université de Toronto. Cette année-là, la bourse est également décernée au lauréat du prix Nobel John Polanyi. En règle générale, une seule subvention est accordée par an. En 1997, il est élu membre de la Société royale du Canada. Il reçoit une bourse de recherche Killam en 2002 et le prix Jeffery-Williams en 2005.